# Electric Wizard
Electric Wizard es una banda de doom metal de Dorset, Inglaterra formada en 1993. Tienen un sonido distintivo, con gran influencia de stoner metal y, en ocasiones, sludge metal. Durante el 2003, los miembros fundadores Tim Bagshaw y Mark Greening dejaron Electric Wizard para formar su propia banda, Ramesses. Actualmente se encuentran bajo el sello Rise Above Records.

## Historia
Electric Wizard fue formado en 1993, cuando Jus Oborn dejó Eternal, su banda en ese entonces y se juntó con Tim Bagshaw y Mark Greening para grabar el split Demon Lung con Our Haunted Kingdom (que luego se convertiría en Orange Goblin).
El álbum debut homónimo de la banda fue lanzado dos años después con buenas críticas, pero fue Come My Fanatics... de 1997 que realmente selló su lugar en la historia del doom metal. Con afinaciones extremadamente bajas y un bajo prominente, el álbum es descrito a veces como uno de los más pesados de los noventa.
En los años siguientes la banda sufrió un receso. Siguiendo al lanzamiento de Come my fanatics..., todos los miembros se encontraron en un año de problemas legales—Oborn fue arrestado por "tener algo de hierba", Greening fue llevado bajo custodia por agredir a un oficial de policía, y Bargshaw cumplió una sentencia por robo.
A pesar de estos inconvenientes, el álbum debut fue seguido por el split EP Chrono.Naut con Orange Goblin, y luego otro EP, Supercoven, en 1998.
En los años que siguieron, la banda se encontró entre más tribulaciones: Oborn sufrió de un tímpano colapsado durante una gira con Goatsnake, que requirió varias cirugías. Luego se cortó un dedo mientras cortaba madera para hacer un piso, cuando "se resbaló y el cuchillo simplemente abrió la punta del dedo". Oborn no fue el único en sufrir inconvenientes médicos; el baterista Mark Greening se rompió la clavícula en un accidente de bicicleta cuando atropelló a un niño de 9 años cuando cruzaba la calle.
Luego de recuperarse de estas complicaciones, la banda finalmente grabó su tercer álbum, Dopethrone, en mayo/junio de 2000, y fue lanzado a mediados de octubre. Hasta hoy, muchos consideran a este su mejor trabajo. Aunque menos "espacial" que Come my fanatics..., Dopethrone aún era Wizard clásico, con riffs pesados, machaques y líricas fantásticas a lo Lovecraft.

## Miembros

### Miembros actuales
- Jus Oborn – guitarra, voz (1993–presente)
- Liz Buckingham – guitarra, órgano Hammond (2003–presente)
- Clayton Burgess – bajo (2014–presente)
- Simon Poole – batería (2012, 2014–presente)

### Miembros anteriores
- Tim Bagshaw – bajo (1993–2003)
- Justin Greaves – batería (2003–2006)
- Rob Al-Issa – bajo (2003–2008)
- Shaun Rutter – batería (2006–2012)
- Tas Danazaglou – bajo (2008–2012)
- Glenn Charman – bajo (2012–2014)
- Mark Greening - Batería  (1993-2003, 2012-2014)

## Discografía

### Álbumes de estudio
- Electric Wizard (1995)
- Come My Fanatics... (1997)
- Dopethrone (2000)
- Let Us Prey (2002)
- We Live (2004)
- Witchcult Today (2007)
- Black Masses (2010)
- Time To Die (2014)
- Wizard Bloody Wizard (2017)

### EP y sencillos
- Chrono.Naut (1997)
- Supercoven (1998)
- The Processean (2008)
- Legalise Drugs & Murder (2012)
- Satyr IX (4-Track Demo) (2012)
- Legalise Drugs and Murder (2012)

### Splits
- Demon Lung (1995) con Our Haunted Kingdom.
- Chrono.Naut/Nuclear Guru (1997) con Orange Goblin.
- The House on the Borderland (2008) con Reverend Bizarre.

### Recopilatorios
- Come My Fanatics.../Electric Wizard (1999)
- Pre-Electric Wizard 1989-1994 (2006)